# Arte de Brasil

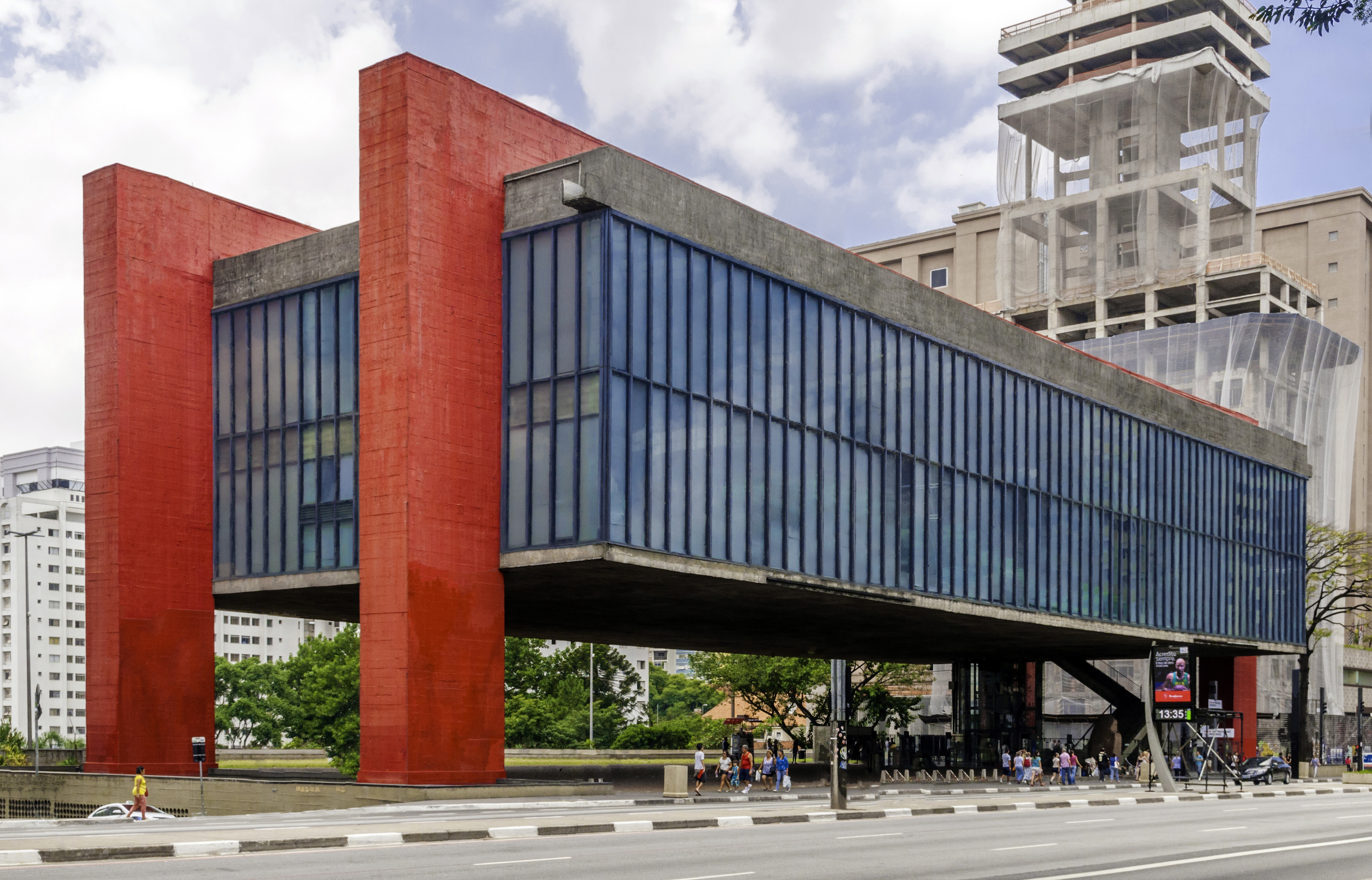
MASP, en São Paulo.

Brasil es un país eminentemente multicultural, marcado por grandes y diversas corrientes migratorias provenientes de todos los continentes y el intenso mestizaje entre ellas...

## Museos
Río de Janeiro es un grande centro cultural de alcance nacional y mundial. Ahí se sitúan la "Academia Brasileira de Letras" y la "Biblioteca Nacional". También es célebre por su fiesta de carnaval y desfile de agremiaciones (las "escolas de samba"). Los museos más sobresalientes son el "Museo Nacional de Bellas Artes", "Museo de Arte Moderna" (MAM), el "Museo Indígena" y el "Museo do Futebol", en "Maracanã", 3.er estadio más grande del mundo. También destaca el "Museo de Arte Contemporânea de Niterói" (MAC), en el "Estado do Rio de Janeiro".
São Paulo tiene el "Museo de Arte Moderno", el MASP, el "Museu do Ipiranga", la "Pinacoteca do Estado de São Paulo" y el "Museu da Língua Portuguesa" entre otros. Además, es el más grande centro cultural de América de Sur, con un evento ocurriendo a cada 2 minutos (en media) y los mejores restaurantes del continente.
Pernambuco es el Estado que posee el mayor número de cultura popular de Brasil. La samba ha sido creada ahí por los esclavos, y luego llevada al Sudeste del país. Además del frevo, cabloquinho...entre otros tipos de bailes.

## Fiestas
- - 1 de enero: Año Nuevo.
  - Febrero: Carnaval de Salvador (Bahía), Olinda/Recife (Pernambuco), Río de Janeiro (Río de Janeiro) y São Paulo (São Paulo).
  - Semana Santa: Viernes Santo.
  - 21 de abril: Día de Tiradentes (héroe revolucionario brasileño).
  - 1 de mayo: Fiesta del Trabajo.
  - 10 de junio: Corpus Christi.
  - 7 de septiembre: Día de la Independencia.
  - 12 de octubre: Festividad de la Virgen Aparecida, Patrona de Brasil.
  - 2 de noviembre: Festividad de Todos los Santos.
  - 15 de noviembre: Aniversario de la Proclamación de la República.
  - 24/25 de diciembre: Nochebuena/Navidad.

Nota: Las fechas de Carnaval pueden cambiar dependiendo de cada año y su disposición en los correspondientes días de la semana.

## Música
La música popular de Brasil es conocida globalmente, con una gran variedad de manifestaciones y estilos como la samba, la bossa-nova, el choro, el axé, la lambada, el forró, sertaneja, etc, pero también son muy populares estilos importados como el Hip-Hop y el rock. Algunos de los éxitos internacionales más conocidos y representativos de Brasil podrían ser la samba Aquarela do Brasil (popular) o la bossa-nova "Garota de Ipanema" (The Girl from Ipanema) de Antonio Carlos Jobim, muy conocidos a nivel internacional.
Entre los músicos populares más destacados pueden mencionarse a Vinícius de Moraes, João Gilberto, Antonio Carlos Jobim, Caetano Veloso, Toquinho, Dorival Caymmi, Chico Buarque, Milton Nascimento, Elis Regina, Adriana Calcanhotto, Gilberto Gil, Cássia Eller, Rita Lee, Maria Bethânia, Gal Costa, Nara Leão, Maysa Matarazzo, Simone, Nana Caymmi, Jorge Ben Jor, Roberto Carlos, Ivete Sangalo, Marisa Monte, Daniela Mercury, los grupos de metal: Kiko Loureiro, Andre Matos, Angra, Sepultura, Soulfly, los grupos de pop-rock Skank, Legião Urbana, Titãs, Engenheiros do Hawaii y Os Paralamas do Sucesso, el guitarrista Baden Powell, entre muchos otros.
Brasil también tiene una importante tradición en la música clásica. En la época colonial, el nombre más destacado fue el compositor José Maurício Nunes García, con gran repertorio de música sacra y fuertes influencias del clasicismo vienés de Haydn y Mozart. Por el romanticismo, los nombres más conocidos son Elias Álvares Lobo, que escribió la primera ópera brasileña con texto en portugués, A Noite de São João (esp. "La Noche de San Juan"), y Antonio Carlos Gomes, conocido internacionalmente por sus óperas italianas con temática brasileña, como "Il Guarany". Giuseppe Verdi dijo de él, cierta vez: Questo giovane comincia dove finisco io! ("Este muchacho empieza donde termino"). Pero el período moderno fue el más notable, con el nacionalismo brasileño de compositores como Heitor Villa-Lobos y Camargo Guarnieri, y también los movimientos de vanguarda, representados principalmente por Cláudio Santoro.
Algunos de los intérpretes eruditos más famosos de Brasil son el pianista Nélson Freire, las sopranos Bidu Sayão y Guiomar Novaes y los maestros Eleazar de Carvalho e Isaac Karabtchevsky. Es brasileña también la Orquesta Sinfónica del Estado de São Paulo, conocida como una de las orquestas más destacadas del mundo.

## Literatura

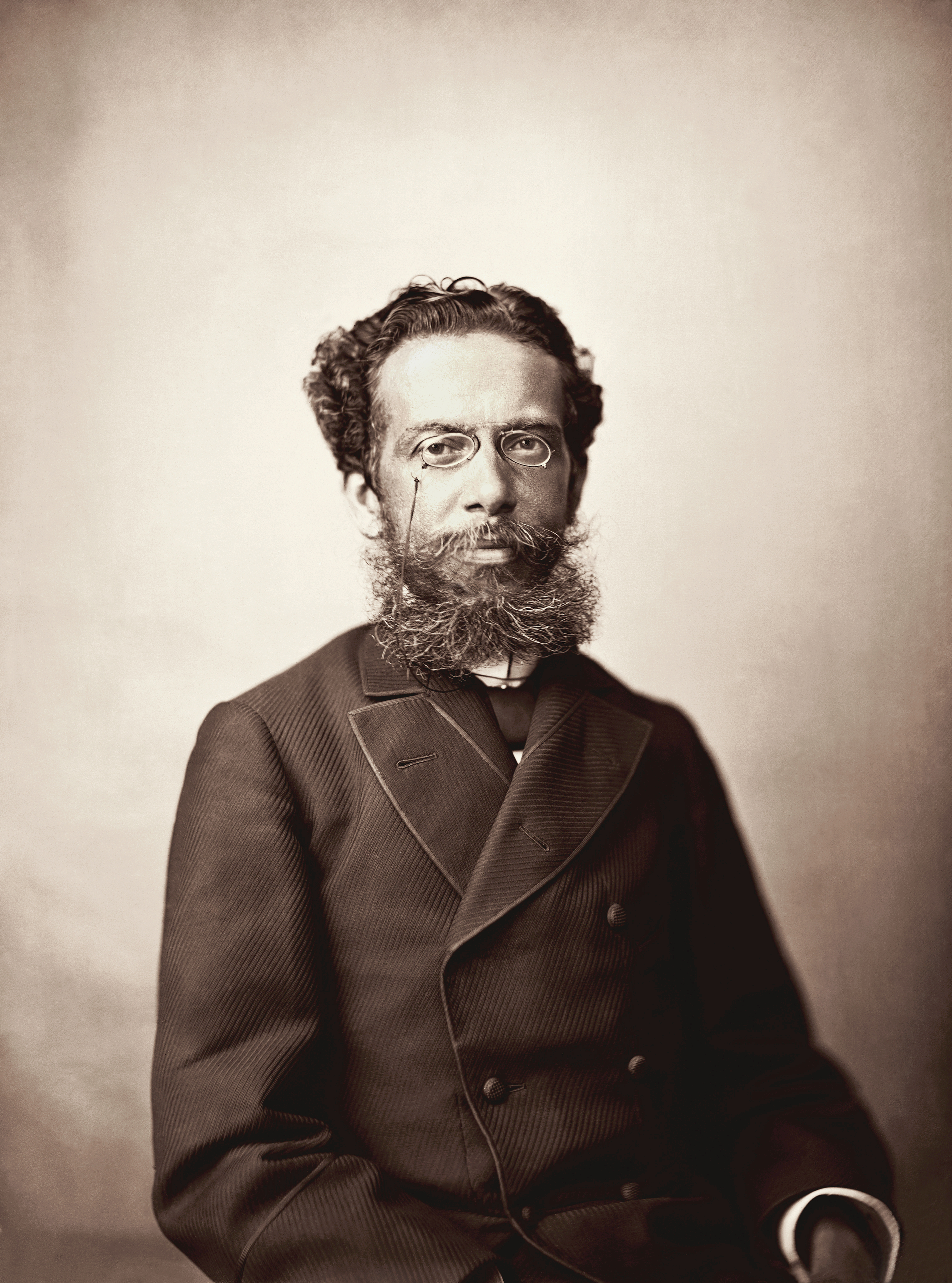
Machado de Assis.

La literatura de Brasil posee exponentes destacados como el clásico ensayo sociológico Casa grande y senzala (1933) de Gilberto Freyre, escritores como Machado de Assis ("Don Casmurro", "Memórias Póstumas de Brás Cubas"), Jorge Amado (Doña flor y sus dos maridos, La tienda de los milagros, Gabriela, clavo y canela), João Guimarães Rosa (Grande Sertão: Veredas), Érico Veríssimo (O Tempo e o Vento), Fausto Wolff (O Acróbata Pede Desculpas e Cai), y Paulo Coelho uno de los más destacados autores brasileños de la actualidad cuyas novelas son mundialmente conocidas y de las que destaca El Alquimista traducida a 73 idiomas.
Entre los poetas se destacan Carlos Drummond de Andrade, Alphonsus de Guimaraens, Haroldo de Campos, etc. 
Entre los dramaturgos se destacan Manuel de Araújo Porto-Alegre (Pitangueira), Antônio Callado, Nelson Rodrigues, entre muchos otros.

## Cine
El cine de Brasil es uno de los más desarrollado en Iberoamérica, muchas en coproducciones con empresas y artistas de otros países, con un importante mercado interior así como filmes que han recibido reconocimiento internacional. Desde las históricas películas Límite (1931) de Mario Peixoto y Orfeo Negro (1959), los cineastas brasileños han producido películas como:
- "O pagador de Promesas" - 1962- dirigida por Anselmo Duarte. Ganadora de la Palma de Oro en Cannes.
- "Macunaíma" - 1969 - dirigida por Joaquim Pedro de Andrade.
- "Dona flor e seus dois Maridos" - 1976 - dirigida por Bruno Barreto.
- Xica da Silva - 1976 - dirigida por Carlos Diegues.
- Bye Bye Brasil - 1979 - dirigida por Cacá Diegues.
- O Beijo da Mulher Aranha - 1985 - dirigida por Hector Babenco.
- "A dama do Cine Shangai" - 1987 - dirigida por Guilherme de Almeida Prado.
- "Kuarup" - 1989 - dirigida por Ruy Guerra.
- "Central do Brasil - 1998 - dirigida por Walter Salles.
- "Cidade de Deus" - 2002 - dirigida por Fernando Meirelles.
- "Carandiru" - 2003 - dirigida por Hector Babenco.
- "Diarios de Motocicleta" - 2004 - dirigida por Walter Salles.
- Tropa de Elite" - 2007 - dirigida por José Padilha.

Entre los directores se destacan Glauber Rocha, Nelson Pereira Dos Santos, Héctor Babenco, Walter Salles, Ruy Guerra, Fernando Meirelles. Entre los actores y actrices se destacan Sônia Braga, Fernanda Montenegro, Carmen Miranda, Rodrigo Santoro, Wagner Moura.

## Otras artes

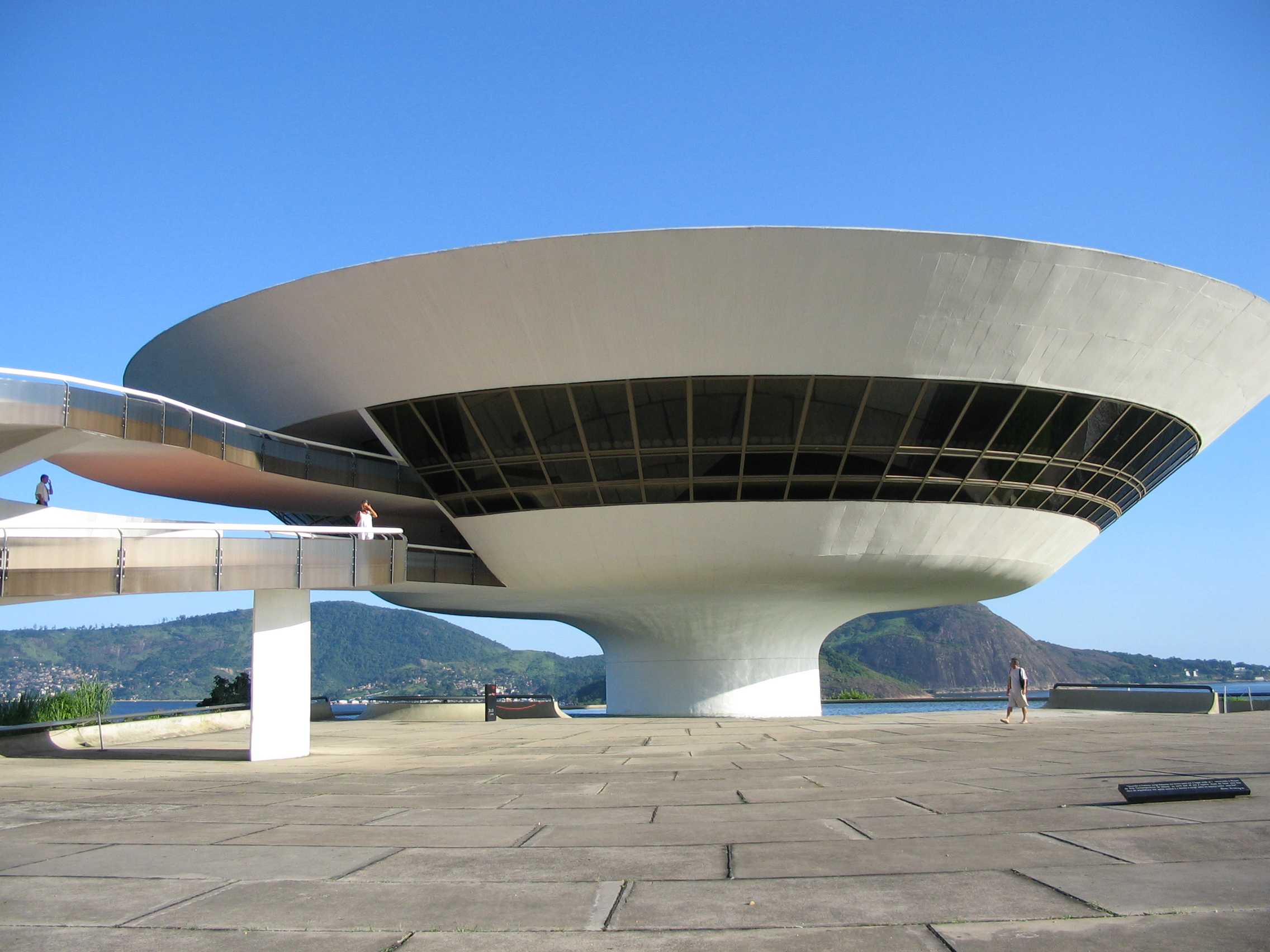
"Museo de Arte Contemporânea de Niterói", diseñado por Oscar Niemeyer.

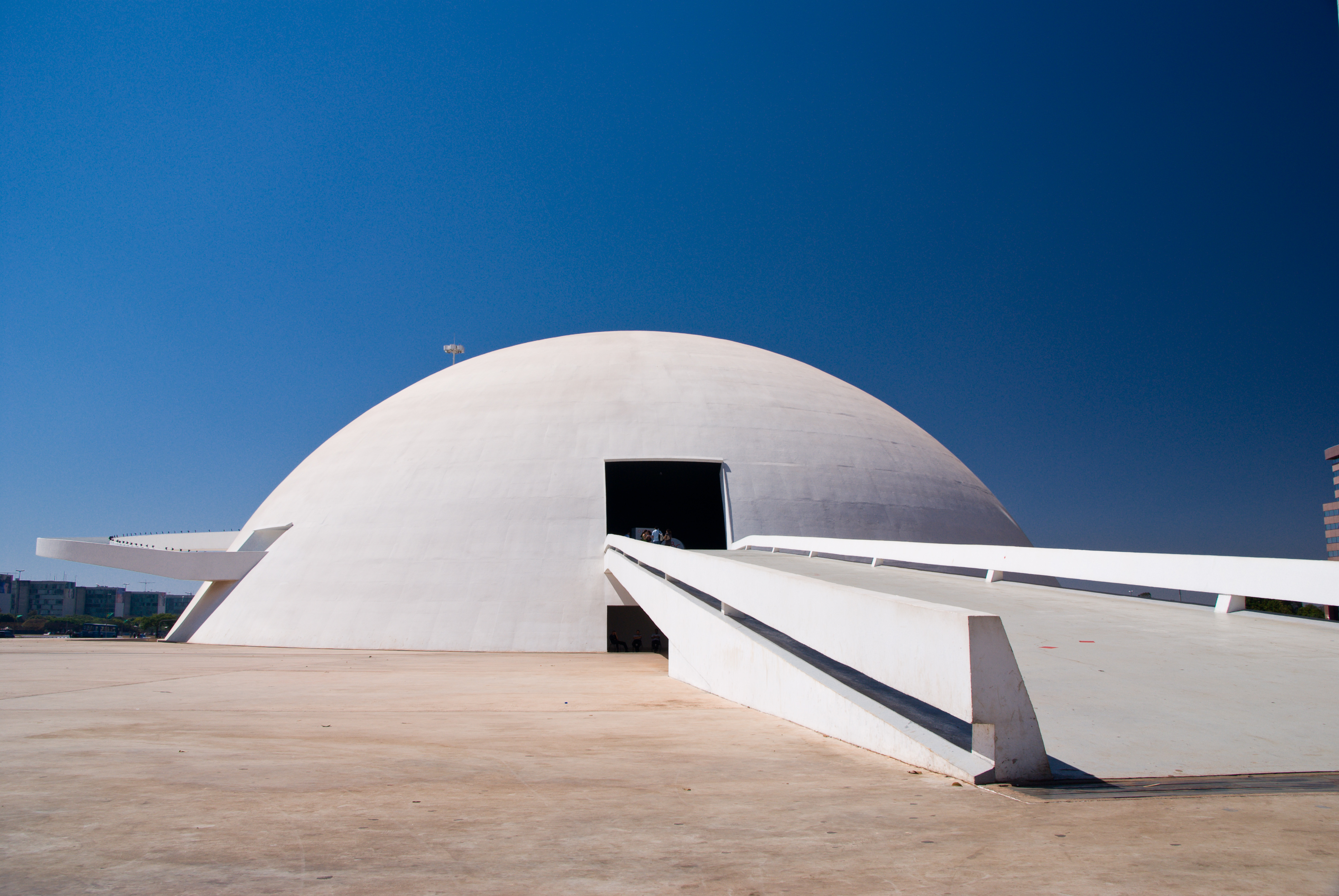
"Museo Nacional da República" en Brasilia, también diseñado por Oscar Niemeyer.

La arquitectura brasileña ha destacado con arquitectos de impacto mundial desde el Aleijadinho (Antonio Francisco Lisboa), en la época colonial, hasta Oscar Niemeyer, quien se destacó como uno de los exponentes más importantes del mundo, sobresaliendo su proyecto urbanístico para Brasilia.
La pintura de Brasil ha dado importantes artistas como Cándido Portinari, Lasar Segall, Manabu Mabe, Anita Malfatti, Tarsila Amaral y Frans Krajcberg.
En historieta, conocida allí como histórias em quadrinhos o simplemente quadrinhos, destaca la figura de Maurício de Sousa.
También se han desarrollado artes particulares, como la capoeira, una danza que también es un arte marcial.
También El Arte En Brasil Se Caracteriza

## Gastronomía

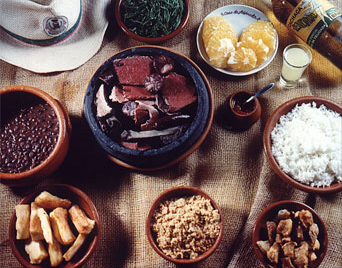
La Feijoada es un plato típico de la Gastronomía de Brasil.

La gastronomía más representativa de Brasil son:
Tacacá no tucupi, Munguzá, Papilla de plátano verde, rallado y hervido en leche, feijoada, nécoras o cangrejos, pescados de agua dulce de la Amazonia, como el pirarucu o el peixe boi (pez buey) y el pato no tucupi y muchos más. No se puede olvidar de la 'Feijoada', con influencia negra y los platos italianos, principalmente en el estado de São Paulo.
Las influencias indígenas, africanas y portuguesas han hecho de la gastronomía de Brasil una de las más ricas y variadas del mundo. La cocina de Brasil es muy regionalizada, por lo que cada zona posee sus propios platos típicos que, a veces, son desconocidos de una región a otra debido a su gran extensión territorial. La cocina brasileña es fruto de una mezcla de diversos ingredientes europeos, indígenas y africanos.[1] Muchas de las técnicas de preparación de los ingredientes más usados son de origen indígena, sufriendo adaptaciones por parte de los esclavos y de los portugueses. Estos hicieron adaptaciones de sus platos típicos substituyendo los ingredientes que faltasen por aquellos locales, más fáciles de obtener. La feijoada, plato típico del país, es un ejemplo de esto.[2]
Los esclavos traídos a Brasil desde fines del siglo XVI, añadieron a la cocina nacional elementos como el aceite de palma o el cuscús. El ingreso de inmigrantes recibidos por el país entre los siglos XIX y XX, que llegaban en gran cantidad procedentes de Europa, introdujeron algunas novedades a la cocina brasileña, fortaleciendo el consumo de algunos ingredientes.